# Agapanthia müllneri
Agapanthia müllneri är en skalbaggsart som beskrevs av Edmund Reitter 1898. Agapanthia müllneri ingår i släktet Agapanthia och familjen långhorningar.
Artens utbredningsområde är Kazakstan. Inga underarter finns listade i Catalogue of Life.